# Cantó de Vavincourt
El cantó de Vavincourt és un cantó francès del departament del Mosa, situat al districte de Bar-le-Duc. Té 11 municipis i el cap és Vavincourt.

## Municipis
- Behonne
- Chardogne
- Érize-la-Brûlée
- Érize-Saint-Dizier
- Géry
- Naives-Rosières
- Raival
- Resson
- Rumont
- Seigneulles
- Vavincourt

## Història
| Data d'elecció                           | Identitat            | Partit           | Qualitat |
| ---------------------------------------- | -------------------- | ---------------- | -------- |
| 1945-1973                                | M. Zaepffel          | Divers droite    |          |
| 1973-1992                                | Michel Chauvin       | UDR, després RPR |          |
| 1992-1998                                | Didier Herment       | Divers droite    |          |
| 1998-2004                                | Jean-Jacques Poette  | Divers droite    |          |
| 2004-                                    | Jean-Claude Salziger | PS               |          |
| les dades anteriors no són pas conegudes |                      |                  |          |